# Пожар в соборе Парижской Богоматери
Пожар в соборе Парижской Богоматери начался 15 апреля 2019 года около 18:18 по центральноевропейскому времени. Пожар был потушен утром 16 апреля. Произошедшее привело к практически полному уничтожению каркаса крыши собора, обрушению шпиля и части крыши, а также к повреждению внутреннего убранства. Доступ посетителей в здание был закрыт.
Президент Франции Эмманюэль Макрон объявил о начале национальной кампании по сбору средств для восстановления собора.
25 декабря 2019 года впервые со времён Великой французской революции в Нотр-Даме не служили полуночную рождественскую мессу.
7 декабря 2024 года состоялась торжественная церемония открытия собора, на следующий день собор был открыт для посетителей.

## Предыстория
Строительство собора началось в XII веке с использованием каменной кладки для стен и свода, а также дерева для крыши и шпиля. Шпиль был заново воссоздан в XIX веке из дуба, покрытого свинцом. Оригинальное сооружение демонтировали ещё в 1786 году. Собор был включен в список Всемирного наследия ЮНЕСКО в 1991 году.
В предшествовавшие пожару годы эксперты выявили значительный износ конструкций собора, а также отметили частичное разрушение каменной кладки. Главный архитектор исторических памятников Франции Филипп Вильнёв заявил, что основным виновником ситуации является «загрязнение окружающей среды». В 2014 году Министерство культуры Франции оценило стоимость ремонтных работ в соборе в 150 млн евро. Спустя два года архиепархия Парижа обратилась с призывом привлечь 100 миллионов евро в течение следующих 5—10 лет для покрытия расходов на техническое обслуживание и восстановление здания. К моменту пожара в апреле 2019 года на шпиле собора уже велись ремонтные работы, стоимость которых оценивалась в 6 миллионов евро. Вокруг крыши были возведены стальные леса, а каменные, медные и бронзовые статуи, включая скульптуры двенадцати апостолов, сняты за несколько дней до ЧП в ходе реконструкции.

## Ход происшествия
15 апреля 2019 года в 18:18 по центральноевропейскому времени на пульте системы пожарной сигнализации собора загорелась красная лампочка-предупреждение фр. Feu (пожар), а на экране отобразились текст англ. Attic Navy Sacristy (по другим данным – англ. fire roof nave sacristy), обозначающий одну из четырёх зон, на которые поделён собор, код ZDA-110-3-15-1, точно указывающий на сработавший датчик (один из более чем 160 датчиков, установленных в соборе), и сообщение англ. aspirating framework, обозначающее срабатывание аспирационного детектора дыма на чердаке собора. Автоматическая передача сигнала в пожарную службу Парижа при этом в соответствии с настройками системы не была осуществлена. Заметивший сигнал сотрудник охранной службы связался с дежурным старостой собора и передал ему увиденное сообщение. Тот не смог по коду определить место расположения датчика, по тексту неверно предположил, что источник возгорания находится на крыше располагающейся в примыкающем к собору здании ризницы (ошибке способствовало наличие в соборе нескольких чердаков), но не обнаружил у осмотренной им металлической крыши ризницы признаков задымления. В 18:23 ввиду того, что причина срабатывания датчика не была установлена, система включила общее пожарное оповещение (сирену) и уведомление на французском и английском языках о необходимости спокойно покинуть собор всем посетителям, часть из которых пришла на недавно начавшуюся мессу. В 18:36 представитель собора Андре Фино сфотографировал опустевший собор и отправил отвечающему за собор главному архитектору исторических зданий Филиппу Вильнёву картинку со словами «Спасибо за неработающую систему пожарного оповещения! Вы только что прервали мессу!». Сотрудники предполагали, что тревога могла оказаться ложной, поскольку не видели источник огня. В 18:43 руководитель охранника, зафиксировавшего сигнал пожара, предположил, что первичный осмотр был выполнен не в том месте, и попросил по телефону дежурного старосту подняться к крыше над нефом. В 18:45 общее пожарное оповещение сработало вновь и прихожане, вернувшиеся для продолжения богослужения, были эвакуированы вновь. В 18:48 преодолевшие 300 ступеней по пути наверх сотрудники обнаружили под крышей собора открытое горение, передали информацию коллегам, после чего те вызвали пожарных (через 30 минут после срабатывания пожарного датчика).
Источник возгорания располагался в верхней части здания, на мансарде в основании шпиля, спроектированного архитектором Виолле-ле-Дюком. Большая часть загоревшейся деревянной конструкции представляла собой каркас, сооружённый в XII—XIII веках из 1300 дубов. Сверху находились свинцовые листы, расплавившиеся в огне. В течение часа пламя объяло свинцово-деревянную крышу собора и центральный деревянный шпиль, что привело к его обрушению на свод потолка каменной кладки собора.
Существовала опасность, что разрушенная деревянная крыша повредит каменный свод, который образует потолок собора и поддерживает стены изнутри. Это могло привести к уничтожению всего здания. Тем не менее своды здания в целом остались неповреждёнными. Они частично удержали на себе обломки горящих конструкций, предотвратив падение в неф собора. Около 23:15 по центральноевропейскому времени чиновник из Министерства внутренних дел Франции сообщил, что огонь ослаб и что «обе башни собора в безопасности».
Пожарные прибыли на место через пятнадцать минут после вызова, но быстро остановить огонь им не удалось. Борьба с пожаром заняла 14 часов. Полиция и спасатели эвакуировали людей с острова Сите, где расположен собор, а также закрыли доступ к территории, окружающей здание. Никто из жителей города и туристов не пострадал.
По информации министра внутренних дел Франции, в тушении огня были задействованы 400 пожарных. Пожарная служба Парижа регулярно проводила учения для подготовки к пожару в соборе, в том числе два учения в Нотр-Дам в 2018 году, поэтому они хорошо знали конструкцию здания и трудности тушения пожара в нём.
Пожарная авиация не использовалась при тушении пожара из-за опасности для находящихся поблизости людей и других зданий, а также для уцелевших конструкций собора, которые могли ещё больше пострадать от резкого перепада температуры. В ходе ликвидации происшествия лёгкие повреждения получили один пожарный и двое полицейских. Тушение огня велось в основном изнутри здания, в соответствии с обычной французской практикой пожаротушения. Борьба с огнём извне могла привести к повреждению внутреннего пространства из-за отклонения пламени и горячих газов (при температуре до 800 °C) внутрь. Двадцать пожарных забрались внутрь двух башен. Пожарные мониторы наземных транспортных средств использовались для тушения пожара, избегая при этом дальнейшего повреждения здания. В соответствии с планами пожарной охраны, разработанными для такой чрезвычайной ситуации, на реке Сена были быстро развернуты лодки для забора воды.
Во время тушения огня пожарные пытались спасти предметы искусства и реликвии, хранящиеся в соборе. По словам представителя собора, некоторые произведения искусства были вынесены из здания ещё до реконструкции, а большая часть артефактов осталась в ризнице. По предварительным подсчётам, большинство реликвий удалось спасти. Особое внимание общественности было привлечено к судьбе «тернового венца Иисуса Христа», который в итоге оказался сохранён.
На период ликвидации последствий пожара RATP частично ограничила работу метрополитена и RER. Непосредственно в момент начала тушения пожара для пассажиров были закрыты станции метро Сен-Мишель и Клюни — Ля-Сорбонн и зал линии B на пересадочном узле RER Сен-Мишель — Нотр-Дам, а с утра 16 апреля была также закрыта станция Сите. Станция Мобер — Мютюалите, географически ближайшая к собору на линии 10, не прекращала работу. К утру 19 апреля станция «Клюни — Ля-Сорбонн» вновь открылась для пассажиров.

## Причины
Причины пожара изначально были неясны. Прокуратура Парижа сразу исключила версию преднамеренного поджога здания.
Предполагается, что причины могут быть связаны с реставрационными работами, проводящимися в здании. В самом соборе было много деревянных частей, а строительные леса только ухудшили ситуацию. 15 апреля прокурором Парижа было начато расследование причин пожара.
20 апреля стало известно, что французские следователи определили, где находился очаг возгорания. После анализа фотографий и видео очевидцев следователи сделали вывод, что пожар начался в центральной части крыши, рядом с основанием шпиля. Следователи также не исключают, что причиной возгорания могло стать короткое замыкание.

## Разрушения и последствия

Схематический поперечный разрез, показывающий треугольный деревянный каркас крыши (отмечен красным цветом) и изогнутую кладку свода ниже (синий)

### Архитектура
В результате пожара разрушился шпиль, сооружённый в XIX веке. Его каркас состоял из 500 тонн древесины, покрытых 250 тоннами свинцовых пластин. При высокой температуре свинец расплавился и частично испарился, став источником токсичного дыма.
Уничтожены две трети крыши, сооружённые из дерева в XII—XIII веках. Пострадала часть внутренних помещений.
Две башни собора, а также средневековые витражи и розетки сохранились. Орган не пострадал от огня, но повреждён вследствие тушения пожара, так как внутрь него попала вода.

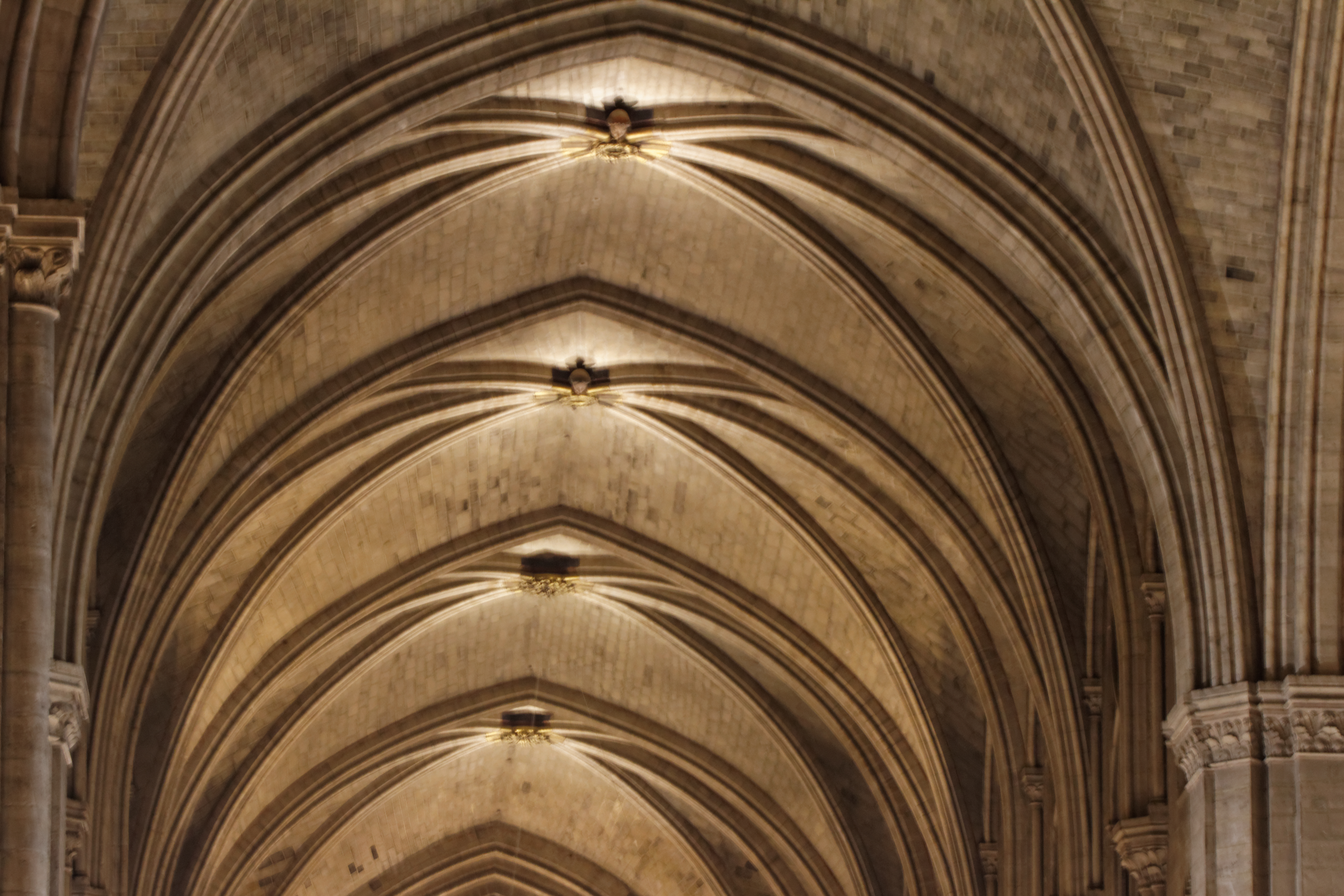
Изогнутые (парусные) каменные своды, вид изнутри собора
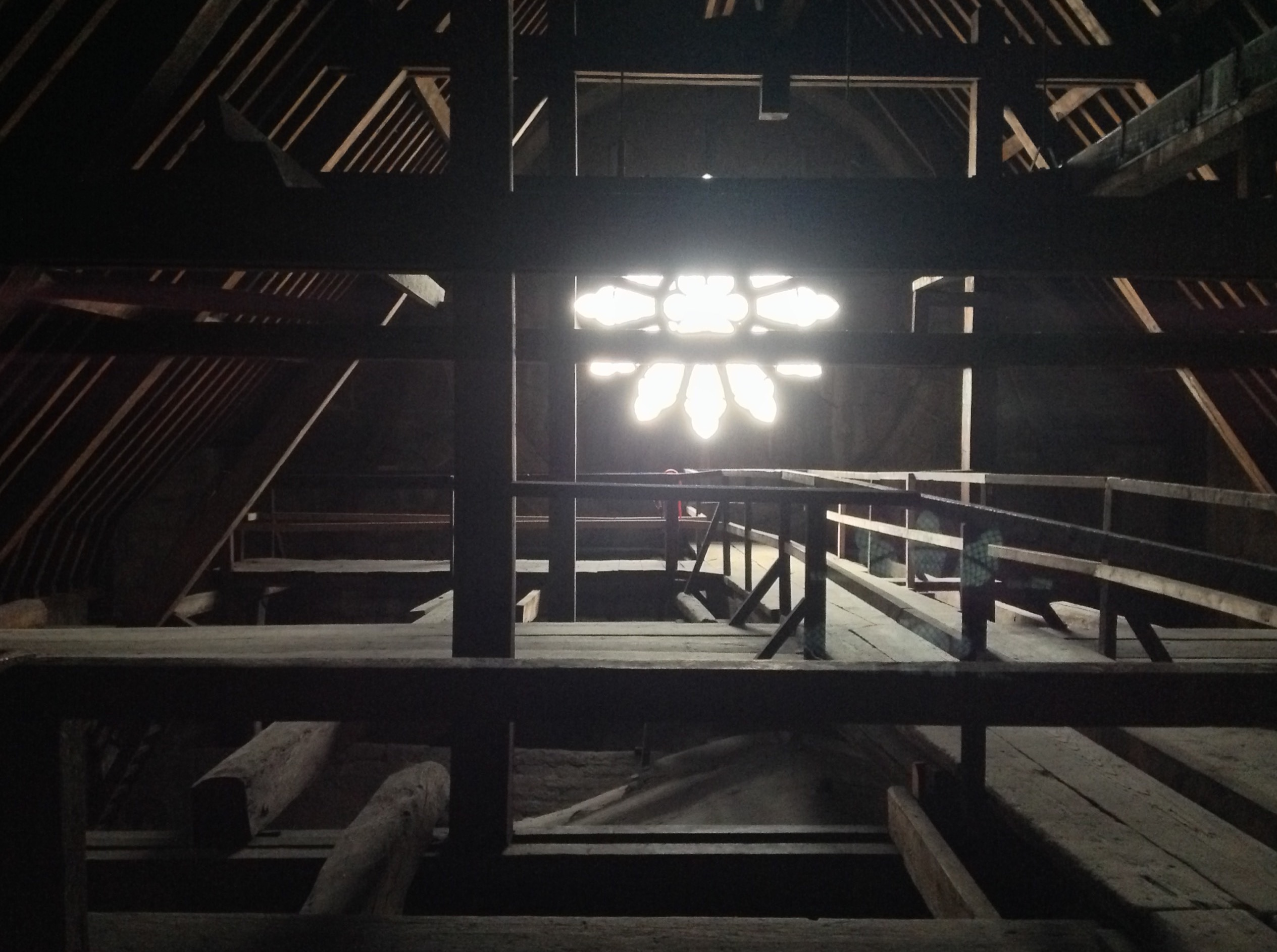
Деревянный каркас крыши собора перед пожаром. Изогнутые своды находятся ниже, деревянный подиум обеспечивал ровную поверхность для ходьбы
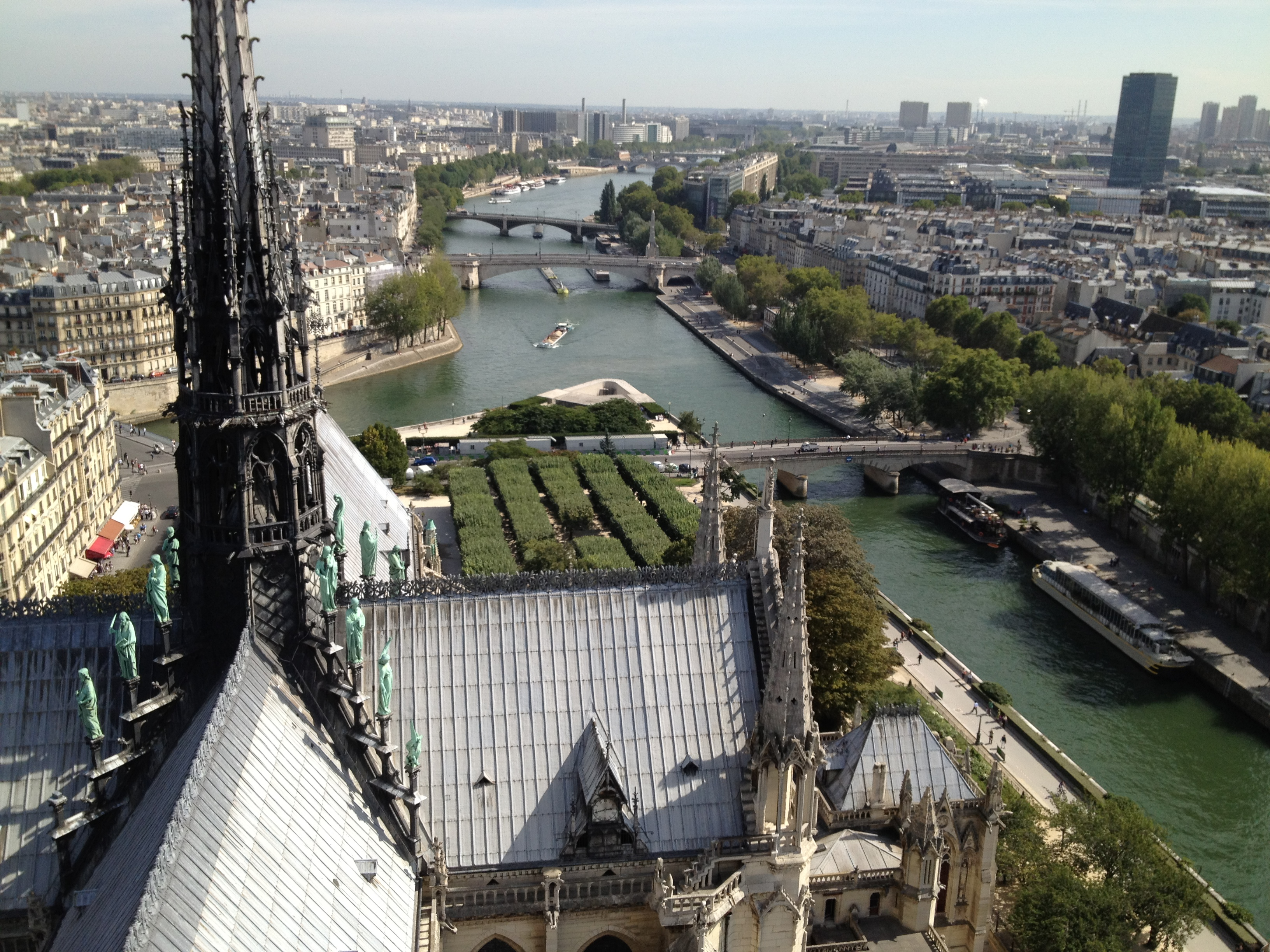
Треугольная форма крыши, вид до пожара
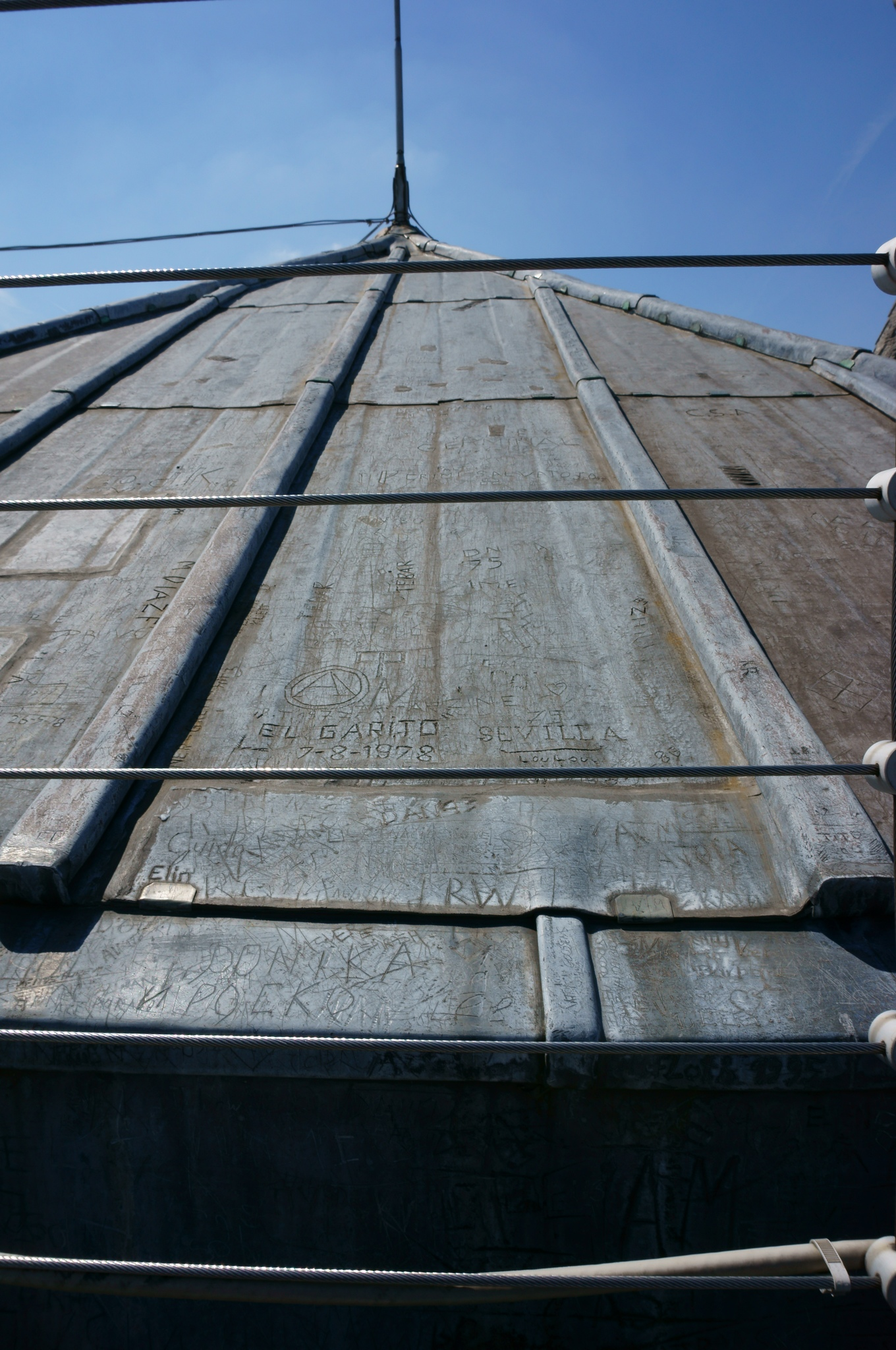
Свинцовый лист на кровле снаружи деревянной конструкции

### Культурное наследие

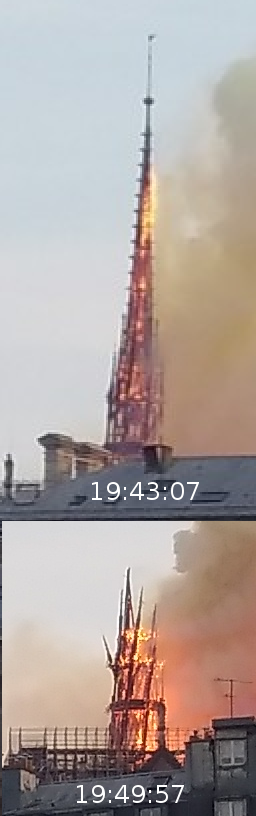
Разрушение шпиля собора во время пожара

Шестнадцать медных статуй, окружавших основание шпиля, были сняты 11 апреля 2019 года для реставрации, поэтому они не были затронуты огнём.
МВД Франции объявило, что по крайней мере треть всех произведений искусства, хранившихся в соборе, были сохранены. Министерство культуры сообщило о спасении «тернового венца Иисуса Христа» и туники короля Людовика IX Святого. Пожар не задел две большие розы в южной и северной части трансепта, а также скульптуры Антуана Куазевокса, Гийома-старшего и Никола Кусту.
Некоторые картины были повреждены из-за сильного задымления. Их планируется доставить в Лувр на реставрацию. Среди тринадцати больших «майских картин» Нотр-Дама, которые хранились в боковых часовнях и в трансепте, четыре были уничтожены, включая одну из двух картин, написанных Лораном де Ла Хайром.
Некоторое время вызывала беспокойство судьба почитаемого старинного списка чудотворной Владимирской иконы Пресвятой Богородицы, подаренного патриархом Алексием II во время визита в Париж в 2007 году, который хранился в Соборе, но, как сообщил представителям РПЦ настоятель собора монсеньор Патрик Шове, икона не пострадала.

## Отклики и освещение в СМИ
Во время пожара трансляции с места происшествия непрерывно вели как национальные, так и международные телеканалы, такие как CNN, RT и BBC. Два главных французских телеканала TF1 и France 2 посвятили этой теме свой вечер. France 3 и M6 вышли в эфир с экстренными выпусками. Пожар в Париже стал одним из главных телевизионных выпусков новостей во всем мире. Любительские видеотрансляции в Интернете вели сотни очевидцев.
С 22 часов в день пожара французские церкви зазвонили в колокола для призыва к молитве. На следующий день после катастрофы большой колокол Страсбургского собора звучал утром в знак солидарности, а затем в полдень аналогичные акции провели в пятнадцати европейских соборах. Из-за невозможности проводить религиозные церемонии во время Страстной недели в парижском соборе их решено было переместить в другие храмы.
Президент Франции Эмманюэль Макрон отменил речь, которая должна была быть обращена к «жёлтым жилетам», и вместе с супругой в сопровождении премьер-министра Эдуара Филиппа и мэра Парижа Анн Идальго прибыл к месту событий. Позднее он запустил сбор средств «как во Франции, так и за её границами» на реставрацию собора.
В первые часы после пожара слова сожаления и поддержки французам высказали многие главы государств и мэры крупных городов мира, а также международные общественные деятели и организации.

## В культуре
После пожара роман Виктора Гюго «Собор Парижской Богоматери» поднялся на вершину списка бестселлеров Amazon во Франции в его оригинальной версии.
16 марта 2022 года состоялась премьера художественного фильма Жан-Жака Анно «Нотр-Дам в огне». 19 октября того же года на Netflix вышел одноимённый мини-сериал.

## Восстановление собора
Французский предприниматель Франсуа-Анри Пино выделил на реконструкцию 100 миллионов евро. Кроме того, миллиардер Бернар Арно и его семья обещали вложить в ремонт 200 миллионов евро. 16 апреля регион Иль-де-Франс объявил, что выделит 10 миллионов евро на реконструкцию собора, а затем город Париж объявил о выделении 50 миллионов евро. К их примеру присоединились другие бизнесмены, меценаты и регионы. Всего за первые полдня сбора средств сумма пожертвований составила 600 млн евро.
Президент России Владимир Путин обратился к президенту Франции с предложением направить во Францию лучших российских специалистов, имеющих большой опыт реставрации памятников мирового культурного наследия.
По оценкам представителей компании SOCRA, которая занималась реставрацией бронзовых статуй Нотр-Дама, реконструкция собора может занять 15—20 лет. Президент Франции Эмманюэль Макрон поставил задачу восстановить собор в течение 5 лет. По мнению министра культуры Франка Ристера, реализация плана может затянуться на более долгий срок. Сообщалось, что на восстановление собора может пойти древесина из Ганы, подводный лес из водохранилища.
Французский архитектор Жан-Мишель Вильмотт заявил, что стоимость восстановления повреждённой части собора Парижской Богоматери составит примерно миллиард евро. При обсуждении плана восстановления собора между властями Франции и архитектором собора Филиппом Вильнёвом возникли разногласия. Так, 13 ноября 2019 года на заседании комитета Национального собрания уполномоченный правительством генерал Жан-Луи Жоржелен велел «закрыть рот» Вильнёву, выступившему против изменения облика собора.
15 июня 2019 года прошла первая служба в одной из часовен собора после пожара.
В марте 2020 года восстановление собора было приостановлено из-за пандемии коронавируса во Франции.
В сентябре 2021 года завершились работы по укреплению конструкции для восстановления собора Парижской Богоматери.
В марте 2022 года в центре собора археологи обнаружили неизвестные могилы XIV века.
8 декабря 2023 года Э. Макрон сообщил, что собор откроется ровно через год (8 декабря 2024 года).
Вскоре после пожара было объявлено, что вместо восстановления витражей Эжена Виолле-ле-Дюка для собора будут выполнены новые витражи по эскизам современных художников. Несмотря на возражения экспертов, протест общественности и петицию на сайте Change.org, отправленную президенту Эмманюэлю Макрону, которую подписало более 200 тысяч человек, министерство культуры провело конкурс на дизайн новых витражей для восьми часовен южной части собора — в сентябре 2024 года были объявлены имена восьми финалистов.
29 ноября 2024 года собор посетил Эмманюэль Макрон с супругой. 7 декабря 2024 года прошла торжественная церемония открытия собора после восстановления. 8 декабря 2024 года был открыт доступ для посетителей. Окончание реставрационных работ планируется в 2028 году.